# لین کون-هان
لین کون-هان (انگلیسی: Lin Kun-han؛ زادهٔ ۵ ژانویهٔ ۱۹۶۸) بازیکن بیسبال اهل تایوان است.